# Baudouin III de Guînes
Baudouin III de Guînes (1198–1244), comte de Guînes (1220-1244), châtelain de Bourbourg, (châtellenie de Bourbourg), seigneur d'Ardres, (seigneurs d'Ardres), et de Tourcoing, fils d'Arnould II de Guînes et de Béatrice de Bourbourg.

## Biographie

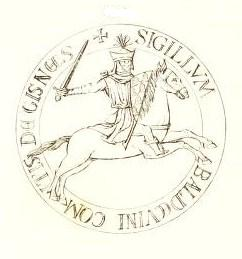
Sceau de, sur une charte de 1240.

Alors que Baudouin est encore adolescent, le comté subit de multiples invasions, en particulier de la part de Renaud de Dammartin, ennemi personnel d'Arnould II de Guînes, à qui il a ravi sa fiancée, Ida de Boulogne. Arnould a fini par épouser Béatrice de Bourbourg (famille de Bourbourg). Mais les deux époux ne s'entendent pas et se séparent. Béatrice se réfugie avec ses enfants à la cour de Ferrand de Portugal, le comte de Flandre. De son côté Arnould s'est rangé du côté de Philippe Auguste, le roi de France. Le 27 juillet 1214, à la bataille de Bouvines, les deux ennemis d'Arnould, le comte de Flandre et le comte de Dammartin, sont capturés.
Brouillé avec sa mère, Baudouin se réconcilie avec son père. Lorsque celui-ci décède en 1220, Baudouin, âgé d'environ 22 ans, devient comte de Guînes. Béatrice décède en 1224 à Bourbourg.
En 1226, le prieur de France de l'ordre du temple cède à Baudouin, comte de Guînes et châtelain de Bourbourg la maison du temple de Bourbourg. En 1228, Baudouin confirme les actes passés par ses parents en faveur de l'abbaye de Saint-Bertin de Saint-Omer.
Après avoir passé douze ans à la prison du palais du Louvre, Ferrand de Portugal en sort en 1227, et reprend bientôt ses exactions contre le comté de Guînes. L'oncle de Baudouin III Baudouin Le Clerc, fils de Baudouin II de Guînes, est assassiné en 1229. Baudouin venge sévèrement sa mort en menant une armée contre les responsables de son décès, assiège, prend et détruit leurs forteresses, non sans compter parmi ses troupes nombre de blessés. Marie comtesse de Ponthieu s'entremet et Baudouin leur accorde la paix à condition que dans les deux ans, ils iraient en Terre Sainte combattre pour rendre hommage à l'âme du défunt.
Dans la même année, Baudouin accompagne Philippe Hurepel, comte de Boulogne dans son expédition contre le comte de Champagne. Cela équivaut à un acte de rébellion contre Blanche de Castille, régente de Louis IX.
En 1229, Henri III, roi d'Angleterre, accorde à deux reprises, une fois au mois d'avril et une fois au mois de juillet, un sauf-conduit à Baudouin III, comte de Guînes, et à Robert de Becum (ou Béthune, il s'agit de Robert de Béthune, avoué d'Arras, seigneur de Termonde) pour venir en Angleterre afin de s'entretenir avec lui.
En 1231, Baudouin cède au comte et à la comtesse de Flandre tous les droits et prétentions qui pourraient lui appartenir dans le comté d'Alost, se réservant seulement ce dont il était en possession (cet acte règle un vieux problème à propos des droits sur le comté d'Alost : en tant que fils de Béatrice de Bourbourg, elle-même héritière de son aïeul Henri Ier de Bourbourg (famille de Bourbourg), marié à Béatrix de Gand-Alost, Baudouin aurait pu revendiquer des droits sur cette terre, l'acte vient mettre fin à cette possibilité)

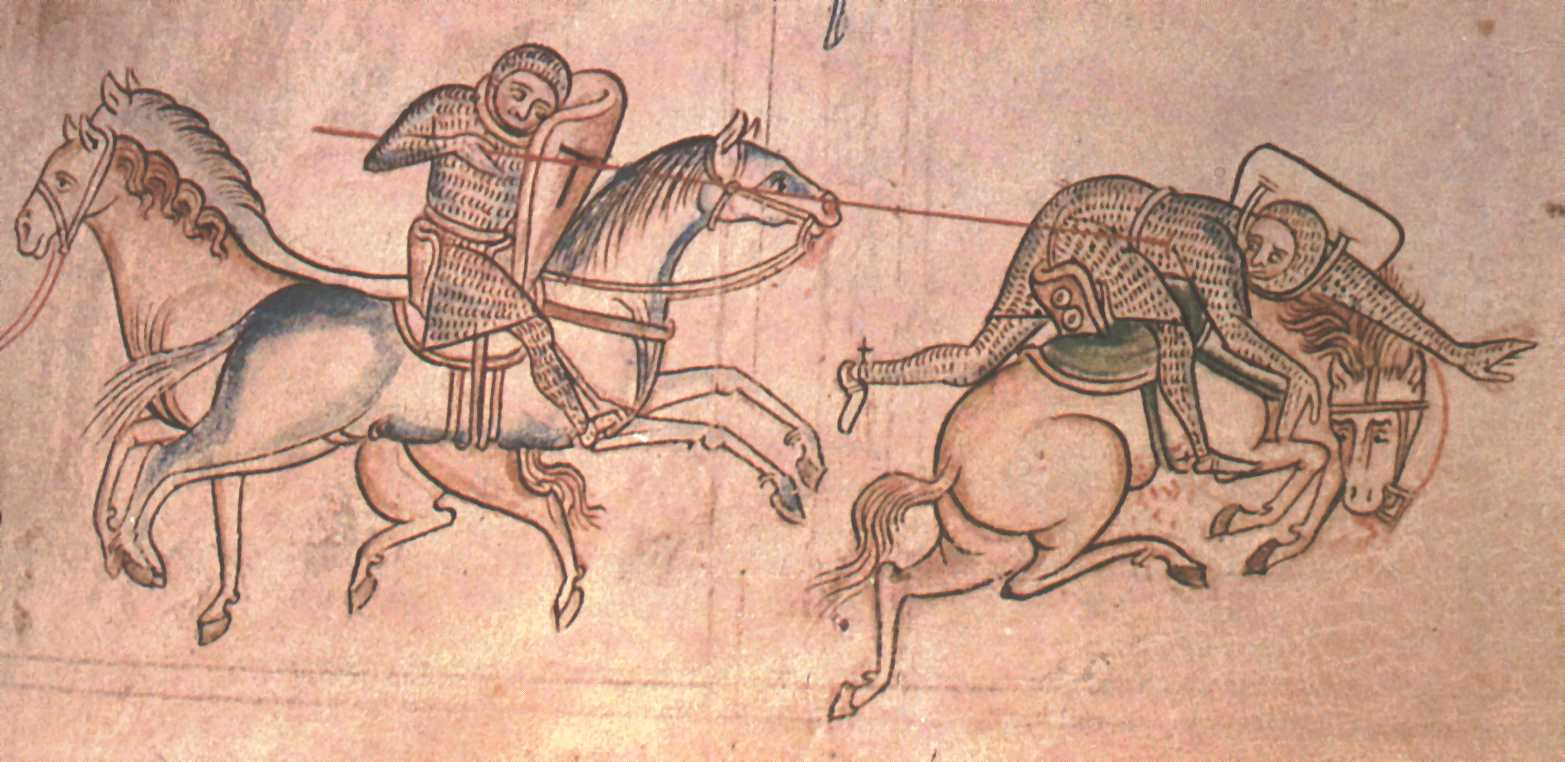
Le chevalier Baudouin de Guîsnes affronte Richard Marshal à la Bataille de Monmouth en 1233 (représentation contemporaine de la Chronica Majora de Matthieu Paris).

À la suite de la conquête normande de l'Angleterre, Arnould Ier de Guînes, avait reçu six manoirs en récompense dont le manoir de Stevington. Baudouin conçoit beaucoup d’amertume, lorsque Hubert de Burgh, comte de Kent, justicier d'Angleterre et d'Irlande s'empare de la propriété. Vers la fin de l'année 1233, lorsque l'évêque de Winchester, Pierre des Roches, s'oppose au comte de Kent, Baudouin devient un de ses plus fidèle partisans.
Le 25 novembre 1233, au nom d'Henri III d'Angleterre, qui lui a fait, après d'autres faveurs en 1221, un don, témoin de leurs bonnes relations, de dix livres en 1222, Baudouin, à la tête d'une troupe de mercenaires flamands, attaque les forces de Richard Marshal, 3e comte de Pembroke, alors que celui-ci s’apprête à assiéger le château de Monmouth en l'absence de son châtelain. L'attaque est repoussée, mais Baudouin grièvement blessé, manque d'être fait prisonnier.
En 1234, a eu lieu la translation des restes de saint Bertin, (Bertin de Sithiu), à la demande de Jacques Ier de Furnes, abbé de Saint-Bertin, en présence de l'évêque d'Arras, de plusieurs abbés, etc. Baudouin y assiste.
En 1235, quarante-et-un seigneurs de France dont Hugues Ier de Châtillon, comte de Saint Pol, Baudouin III, et Walter d'Avesnes se plaignent au pape Grégoire IX des usurpations des prélats sur l'autorité royale et sur leurs immunités.
En 1237, Baudouin, comme de nombreux seigneurs et villes de Flandre, promet de se déclarer pour le roi de France (Louis IX, autrement dit saint Louis) si le couple Thomas II de Piémont, dit Thomas de Savoie, époux de la comtesse de Flandre Jeanne de Constantinople ne remplit pas ses engagements envers le roi (pour Baudouin, ce genre de déclaration était quasiment une obligation du fait des pressions exercées par la France sur les grands de Flandre pour l'obtenir).
En 1237, Louis IX crée le comté d'Artois pour son frère Robert Ier d'Artois et Guînes devient un fief de la couronne française. Dans la même année, à la tête d'un contingent britannique, Baudouin est envoyé pour soutenir l'empereur Frédéric II, dans la lutte contre la Ligue lombarde.
Comme ses prédécesseurs, Baudouin a eu de bonnes relations avec les abbayes des environs : confirmation déjà évoquée en 1228 des donations faites à l'abbaye de Saint-Bertin par les comtes de Guînes précédents, échange de biens avec ce monastère, donation d'un cens à l'abbaye de Clairmarais, les deux actes datant de 1240.
L'année de son décès, Baudouin accorde aux religieuses de Leibistade ou Bounham (hameau de La Bistade sur la commune actuelle de Sainte-Marie-Kerque) un droit de pâture sur des terres où il avait possédé le château de Bounham (l'abbaye avait été fondée par sa mère Béatrice III de Bourbourg qui s'y était fait enterrer).
Baudouin décède en 1244, est inhumé dans l'abbaye Saint-Médard d'Andres. Son fils Arnould III lui succède.
Par son testament, il dispose de différents biens en faveur de Robert son frère, d'Adame de Thiembronne, de sa mère (il faut sans doute comprendre pour la mémoire de sa mère, elle est décédée en 1224), de plusieurs seigneurs, chevaliers et abbayes.

## Mariage et descendance
Baudouin épouse Mahaut, fille de Guillaume de Fiennes et d'Agnès de Dammartin. Ils eurent:
- Mathilde (1226-1262)
- Arnould (° v. 1225 † v. 1283) dit le Vieux ou le Grand
- Adelvis de Guines, comtesse de Fauquembergues
- Baudouin (° v. 1240), seigneur de Sangatte. En 1280, Baudouin et son frère Arnould III, comte de Guînes, concluent un accord pour déterminer la part de Baudouin dans l'héritage paternel : Baudouin reçoit d'Arnould sept cents livrées de terre (une livrée de terre est une superficie qui rapporte une livre de rente par an)[15].
- Ides, épouse Gérard Ier de Prouville (Prouvy).
- Hersende, abbesse de l'abbaye Notre-Dame de Bourbourg[16].

## Sources
- Alphonse Wauters,Table chronologique des chartes et diplômes imprimés concernant l'histoire de la Belgique, 10 volumes en 11 tomes, Bruxelles, 1866 à 1904.

- (en) Cet article est partiellement ou en totalité issu de l’article de Wikipédia en anglais intitulé « Baldwin III, Count of Guînes » (voir la liste des auteurs).
- Généalogie Quebec
- Histoire de la Maison Royale de France, et des grands officiers de la Couronne - Par Anselme de Sainte-Marie, Ange de Sainte-Rosalie - 1733 - Page 543
- André Du Chesne, Histoire généalogique des maisons de Guines, d'Ardres, de Gand et de Coucy et de quelques autres familles illustres, Paris, 1632, lire en ligne